# VdB 30
vdB 30 è una nebulosa a riflessione, visibile nella costellazione della Giraffa.
Si tratta di una nube di gas molto estesa e difficilmente osservabile a causa della bassa quantità di luce che riflette e della sua relativamente bassa temperatura; appare circondare la stella α Camelopardalis, una supergigante blu di magnitudine apparente 4,26 e una classe spettrale O9Ia. La nube si estende per circa 29 parsec ed è composta da polveri fredde, che emettono radiazione infrarossa a causa del debole riscaldamento ricevuto dalla supergigante, le cui emissioni, a causa della sua temperatura superficiale pari a 30.000 kelvin, sono soprattutto nell'ultravioletto. La nebulosa possiede una forma ad anello, impressa dal forte vento stellare della supergigante, che è anche responsabile della creazione di una bolla nel mezzo interstellare circostante, facendo così disperdere la nube stessa. La distanza è stimata sugli oltre 6900 anni luce.